# Ampelisca verrilli
Ampelisca verrilli är en kräftdjursart som beskrevs av Mills 1967. Ampelisca verrilli ingår i släktet Ampelisca och familjen Ampeliscidae. Inga underarter finns listade i Catalogue of Life.